# Auburn (Kentucky)
Auburn – miasto w Stanach Zjednoczonych, w stanie Kentucky, w hrabstwie Logan.